# Top 14 2013-14
El Campeonato de Francia de Rugby 15 2013-14 fue la 115.ª edición del Campeonato francés de rugby.
El campeón del torneo fue el equipo de Toulon quienes obtuvieron su cuarto campeonato.

## Desarrollo

### Posiciones
Actualizado a últimos partidos disputados el 3 de mayo de 2014 (26.ª Jornada).
|    | Club               | J  | G  | E | P  | PF  | PC  | Dif. | PBO | PBD | Puntos |
| -- | ------------------ | -- | -- | - | -- | --- | --- | ---- | --- | --- | ------ |
| 1  | Toulon             | 26 | 16 | 1 | 9  | 660 | 466 | +194 | 5   | 6   | 77     |
| 2  | Montpellier        | 26 | 15 | 1 | 10 | 670 | 525 | +145 | 7   | 7   | 76     |
| 3  | Clermont Auvergne  | 26 | 15 | 1 | 10 | 659 | 500 | +159 | 6   | 5   | 73     |
| 4  | Toulouse           | 26 | 13 | 2 | 11 | 548 | 442 | +106 | 7   | 6   | 69     |
| 5  | Racing Métro       | 26 | 15 | 2 | 9  | 459 | 448 | +11  | 1   | 4   | 69     |
| 6  | Castres Olympique  | 26 | 13 | 2 | 11 | 567 | 488 | +79  | 6   | 4   | 66     |
| 7  | Stade Français     | 26 | 14 | 1 | 11 | 529 | 496 | +33  | 3   | 4   | 65     |
| 8  | Bordeaux Bègles    | 26 | 13 | 0 | 13 | 629 | 573 | +56  | 5   | 7   | 64     |
| 9  | Brive              | 26 | 11 | 2 | 13 | 473 | 476 | -3   | 4   | 9   | 61     |
| 10 | Bayonne            | 26 | 11 | 1 | 14 | 424 | 549 | -125 | 1   | 7   | 54     |
| 11 | Grenoble           | 26 | 11 | 2 | 13 | 465 | 625 | -160 | 1   | 4   | 53     |
| 12 | Oyonnax            | 26 | 11 | 1 | 14 | 456 | 562 | -106 | 1   | 4   | 51     |
| 13 | Perpignan          | 26 | 10 | 1 | 15 | 486 | 593 | -107 | 2   | 7   | 51     |
| 14 | Biarritz Olympique | 26 | 5  | 1 | 20 | 374 | 656 | -282 | 0   | 8   | 30     |

### Cuartos de final
| 9 de mayo de 2014 | Toulouse | 16 - 21 | Racing |  |  |

| 10 de mayo de 2014 | Clermont | 16 - 22 | Castres |  |  |

### Semifinal
| 16 de mayo de 2014 | Toulon | 16 - 6 | Racing |  |  |

| 17 de mayo de 2013 | Montpellier | 19 - 22 | Castres |  |  |

### Final
| 31 de mayo de 2014 | Toulon | 18 - 10 | Castres | Stade de France, París |  |

| Bandera de Francia |
| Campeón Toulon     |
| Cuarto título      |